# Лісоучасток
Лісоуча́сток (рос. Лесоучасток) — присілок у складі Увинського району Удмуртії, Росія.

## Населення
Населення — 5 осіб (2010; 6 в 2002).
Національний склад станом на 2002 рік:
- росіяни — 83 %

## Урбаноніми[3]
- вулиці — Берегова